# Saint-Maurice-sur-Moselle
Saint-Maurice-sur-Moselle [sɛ̃ mɔʁis syʁ mɔzɛl] ist eine französische Gemeinde mit 1364 Einwohnern (Stand 1. Januar 2022) im Département Vosges in der Region Grand Est (bis 2015 Lothringen). Sie gehört zum Arrondissement Épinal und zum Gemeindeverband Ballons des Hautes-Vosges.

## Geografie
Saint-Maurice-sur-Moselle ist die südlichste Gemeinde des Departements Vosges. Sie liegt am Oberlauf der Mosel in den Südvogesen. Das Gemeindegebiet grenzt im Süden an die Region Bourgogne-Franche-Comté sowie im Osten an den Elsass und hat einen Anteil am 1247 m hohen Elsässer Belchen (Ballon d’Alsace). An dessen Südwestflanke liegt das „Vierländereck“ – hier treffen die vier Départements Vosges, Haut-Rhin, Haute-Saône und Territoire de Belfort zusammen. Weitere Erhebungen am Rande des Gemeindegebietes sind der Ballon de Servance (1216 m) und die Tête de Perches (1224 m). Die Gemeinde liegt im Regionalen Naturpark Ballons des Vosges. Saint-Maurice gehört zu den niederschlagreichsten Orten Frankreichs und ist vielbesuchter Wintersportort. Zur Gemeinde gehören die Ortsteile Goutte-du-Rieux und Les Charbonniers. Nachbargemeinden von Saint-Maurice-sur-Moselle sind Bussang im Norden, Urbès im Nordosten, Storckensohn im Osten, Rimbach-près-Masevaux und Oberbruck im Südosten, Sewen im Süden, Plancher-les-Mines und Haut-du-Them-Château-Lambert im Südwesten sowie Fresse-sur-Moselle im Westen.

## Einwohnerentwicklung
| Jahr      | 1962 | 1968 | 1975 | 1982 | 1990 | 1999 | 2006 | 2014 | 2022 |
| Einwohner | 1809 | 1878 | 1845 | 1768 | 1615 | 1449 | 1513 | 1389 | 1364 |

Im Jahr 1911 wurde mit 3080 Bewohnern die bisher höchste Einwohnerzahl ermittelt. Die Zahlen basieren auf den Daten von annuaire-mairie und INSEE.

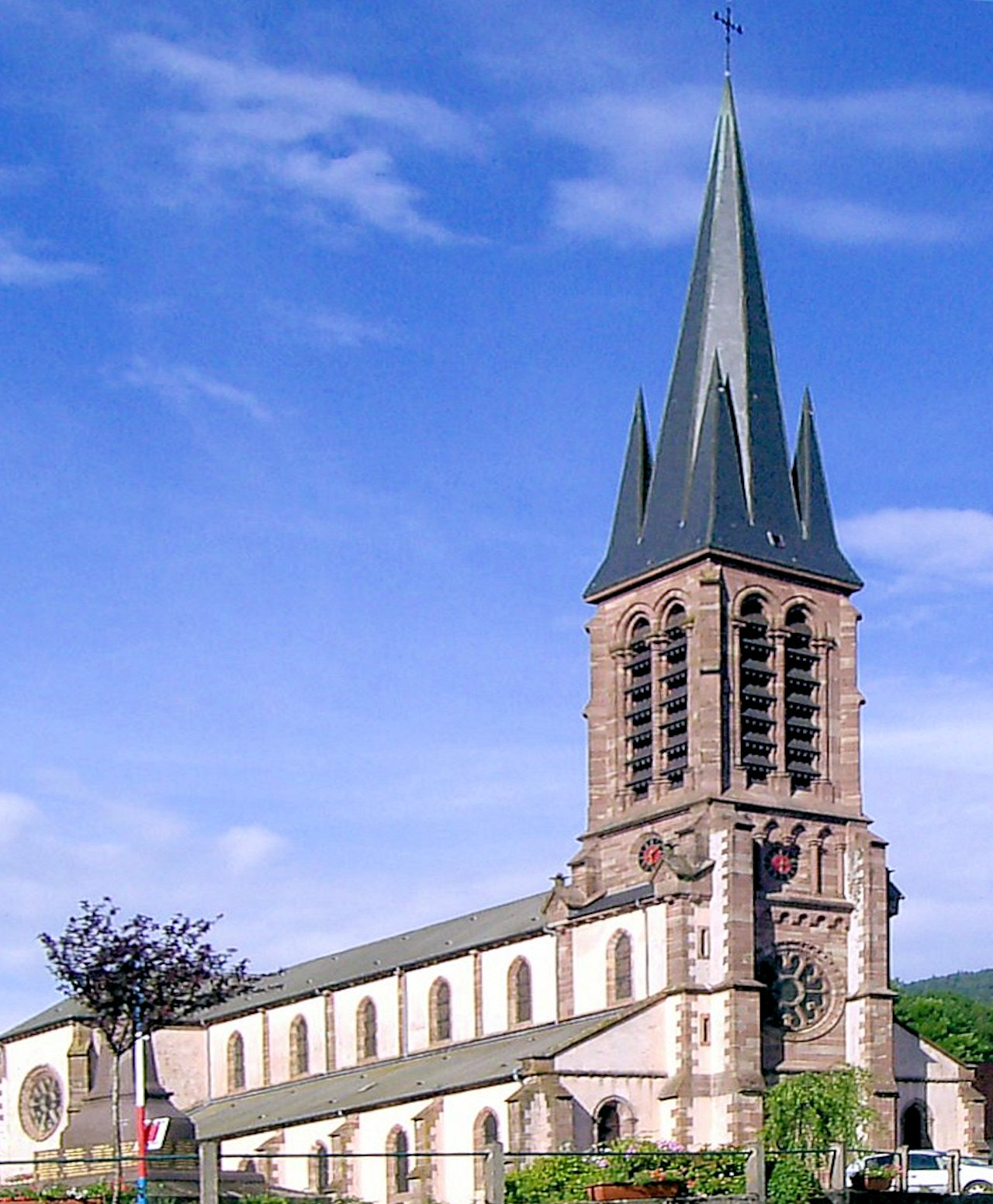
Kirche Saint-Maurice

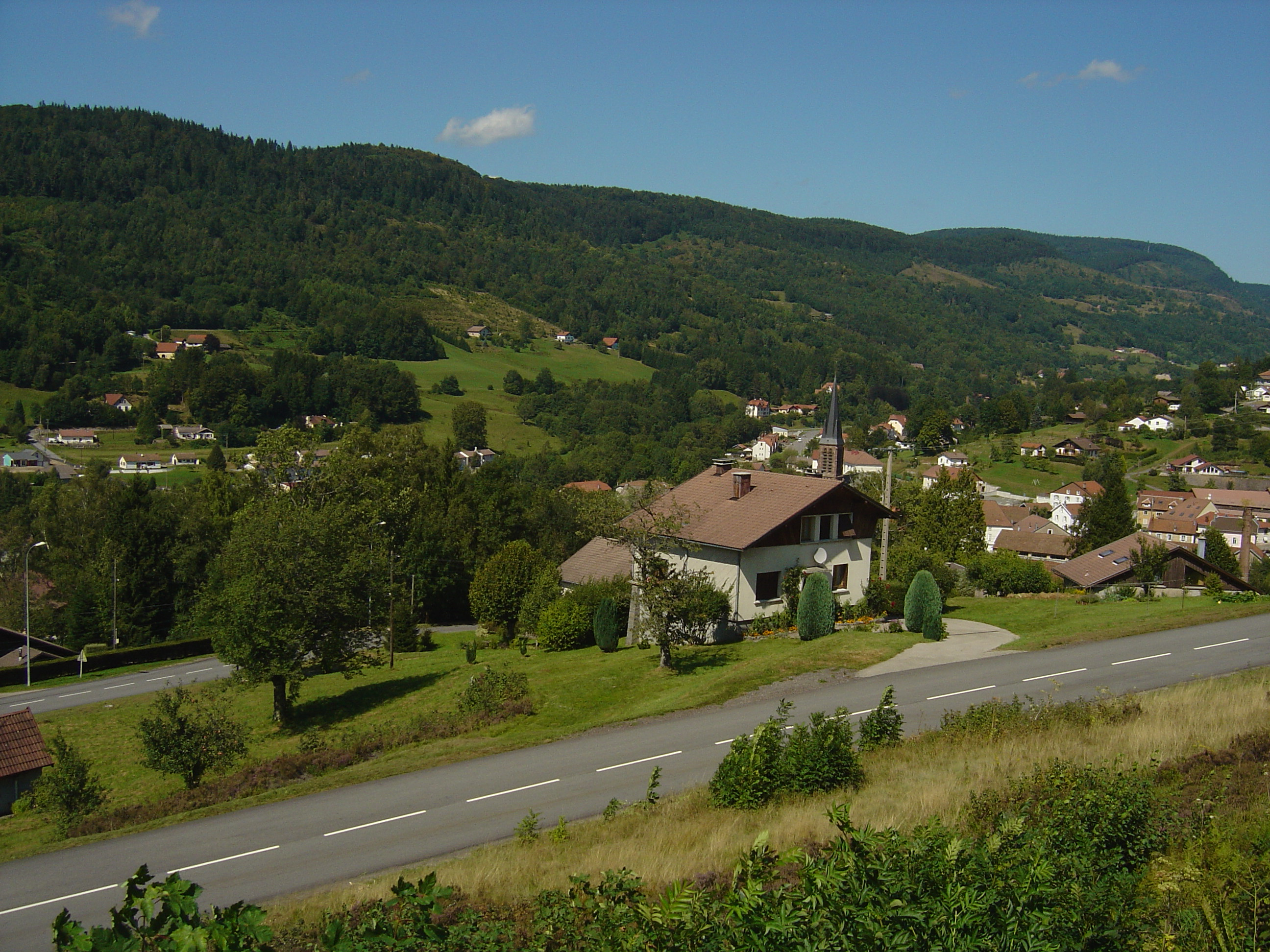
Blick auf Saint-Maurice-sur-Moselle
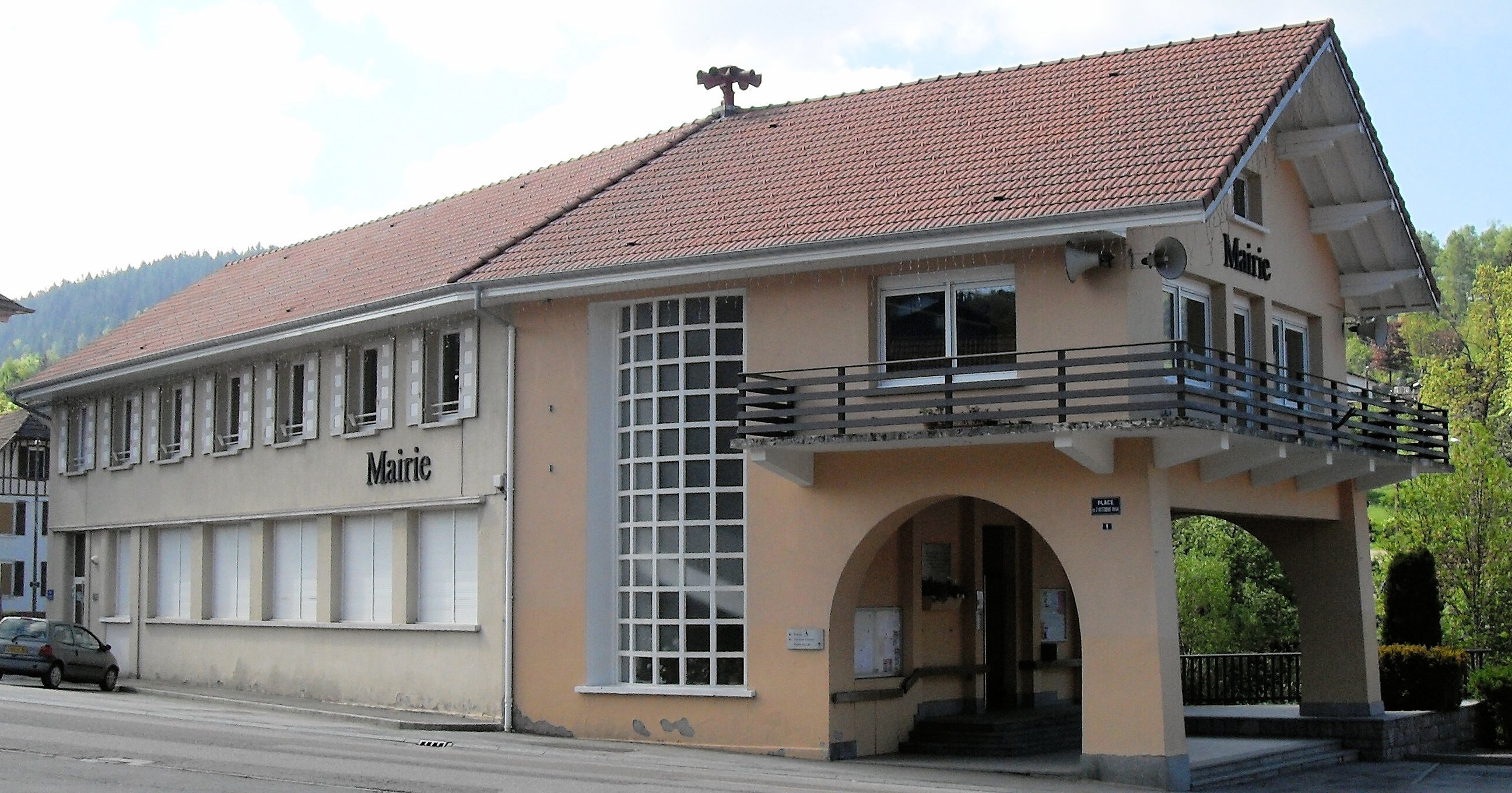
Mairie (Rathaus)

## Wirtschaft und Infrastruktur
Saint-Maurice-sur-Moselle lebt hauptsächlich vom Tourismus, insbesondere in der Wintersaison. In der Gemeinde sind 16 Landwirtschaftsbetriebe ansässig (Anbau von Gewürzpflanzen, Milchwirtschaft, Zucht von Pferden, Rindern, Schafen und Ziegen).
Die durch die Ortschaft führende Route nationale 66 (E 512) folgt der alten Handelsstraße von Metz nach Basel und führt östlich über den Col de Bussang nach Mülhausen und im Nordwesten über Remiremont nach Épinal.

## Persönlichkeiten
- Jacques Georges (1916–2004), von 1983 bis 1990 Präsident der UEFA
- Pierre Pelot (* 13. November 1945), französischer Science-Fiction-Autor

## Belege
1. ↑  Saint-Maurice-sur-Moselle auf cassini.ehess.fr/fr/html/fiche.php?select_resultat=33564
2. ↑  Saint-Maurice-sur-Moselle auf INSEE
3. ↑  Landwirtschaftsbetriebe auf annuaire-mairie.fr (französisch)